# Schwarzatal
Schwarzatal é uma cidade da Alemanha, situado no distrito de Saalfeld-Rudolstadt, no estado da Turíngia. Tem 25,99 km² de área, e sua população em 2019 foi estimada em 3.543 habitantes. Foi formado em 1 de janeiro de 2019, após a fusão dos antigos municípios de  Mellenbach-Glasbach, Meuselbach-Schwarzmühle e Oberweißbach.